# Charinus platnicki
Charinus platnicki är en spindeldjursart som först beskrevs av Quintero 1986.  Charinus platnicki ingår i släktet Charinus och familjen Charinidae. Inga underarter finns listade i Catalogue of Life.